# Árabe levantino septentrional
Árabe levantino norte (árabe: اللهجة الشامي الشمال) es una subdivisión del árabe levantino, una variedad de árabe. Proviene del norte en Turquía, específicamente en las regiones costeras de las provincias de Adana, Hatay y Mersin, al Líbano, que pasan a través de las regiones costeras mediterráneas de Siria  (Latakia y Gobernaciones de Tartus), así como las áreas que rodean Aleppo y Damasco. También se conoce como árabe sirio-libanés,  aunque ese término a veces se usa para referirse a todo el árabe levantino.
Con más de 24 millones de hablantes nativos en todo el mundo a partir de 2015, Árabe levantino norte se usa para hablar diariamente, principalmente en el Líbano y Siria, mientras que la mayoría de los documentos escritos y oficiales y los medios usan el árabe estándar moderno. Su dialecto continuo ha sido descrito como uno de los dos " centros de gravedad dialectales dominantes (de prestigio) para el árabe hablado ".

## Dialectos
- Siria : El dialecto de Damasco y el dialecto de Alepo son conocidos.[8]
- Líbano : libanés del norte, libanés del sur (Metuali, Shii), libanés del centro-norte (árabe del Monte Líbano), libanés del centro-sur (árabe druze), libanés estándar, Beqaa, beiruti sunita, sunita Saida, sunnita Iqlim-Al-Kharrub, Jdaideh[8]
- Çukurova , Turquía : Cilician / Çukurovan[8]